# 13954 Born
13954 Born este un asteroid din centura principală de asteroizi.

## Descriere
13954 Born este un asteroid din centura principală de asteroizi. A fost descoperit pe 13 octombrie 1990 la Tautenburg de Freimut Börngen și Lutz Dieter Schmadel. Asteroidul prezintă o orbită caracterizată de o semiaxă mare de 2,54 ua, o excentricitate de 0,14 și o înclinație de 13,9° în raport cu ecliptica.